# Bas Wiegers
Bas Wiegers (geboren am 3. Januar 1974 in Amsterdam) ist ein niederländischer Geiger und Dirigent.

## Leben
Bas Wiegers studierte Violine am Conservatorium van Amsterdam bei Johannes Leertouwer und Peter Brunt sowie Orchesterleitung bei Roland Kieft.  1999 erhielt er das Kersjes van de Groenekan-Stipendium, das es ihm ermöglichte, sein Studium an der Hochschule für Musik Freiburg bei dem Violinisten Rainer Kussmaul fortzusetzen. Es folgten Dirigierassistenzen bei Mariss Jansons und Susanna Mälkki beim Royal Concertgebouw Orchestra.
Sein Repertoire umfasst Opern- und Konzertwerke vom Barock bis zur Gegenwartsmusik. Er gastierte bei einer Reihe europäischer Symphonieorchester, Solistenensembles und Opernhäuser. Er ist Associated Conductor des Münchener Kammerorchesters und begleitet dieses Ensemble auf Tourneen, etwa nach Essen, Schwaz oder Würzburg. Er dirigierte weiters das SWR Symphonieorchester, das ORF Radio-Symphonieorchester Wienen, das Rundfunk-Sinfonieorchester Berlin sowie die Slowenische Philharmonie.
Ab der Saison 2018/19 war er bis Sommer 2022 Erster Gastdirigent des Klangforum Wien. In der Saison 2023/24 dirigierte Bas Wiegers erstmals Abokonzerte des Royal Concertgebouw Orchestra in Amsterdam.
Er trat beim Holland Festival auf und dirigierte in Belgien, Estland, Norwegen und Polen, bei den Wiener Festwochen, dem Prager Frühling, dem Aldeburgh Festival, der Biennale von Venedig, der Ruhrtriennale, der Musikfabrik Köln dem Musikfestival Acht Brücken in Köln sowie 2024 beim Tongyeong International Festival. Im Bereich Musiktheater war er an der Oper Köln, mehrfach an der Opéra national de Lorraine sowie am Theater Bern und am Stadttheater Klagenfurt verpflichtet.
Er arbeitete u. a. mit den Komponisten Georges Aperghis, Helmut Lachenmann, Rebecca Saunders und Salvatore Sciarrino zusammen.
Im Juni 2022 war er Dirigent der Uraufführung des Konzertprojekts Umbruch rund um Lieder von Gustav Mahler und Charles Ives mit dem US-amerikanischen Bariton Thomas Hampson als Gesangssolist im Konzerthaus Wien. Im November 2022 dirigierte er bei den Tiroler Festspielen Erl die Uraufführung des Opernprojekts Amopera, eine dystopische Ballade in der Regie von Jan Lauwers. Bei den Salzburger Festspielen 2024 führte er mit dem Klangforum Wien konzertant die Oper Koma von Georg Friedrich Haas auf. 2025 dirigierte er ebendort mit dem Ensemble Modern das Monodrama Kassandra des Schweizer Komponisten Michael Jarrell mit Dagmar Manzel als Sprecherin.
In seinem Podcast The Treasure Hunt gibt er Einblicke in seine Arbeitsprozesse. Er engagiert sich als Vorstandsmitglied in der Nachwuchsförderung des Kersjes Fonds und ist Gastprofessor für Orchesterdirigieren am Conservatorium van Amsterdam.